# Ryan Scott Greene
Ryan Scott Greene (Nova Escócia, Canadá, 1973) é um ator canadense, mais conhecido por seu trabalho na telenovela Saints & Sinners, na qual interpretou Marcus.

## Filmografia

### Televisão
- 2007 Saints & Sinners como Marcus
- 2005 Queer as Folk como Brandon
- 2005 Beach Girls como Chad
- 2004 Sue Thomas: F.B.Eye como Adam Kinsey
- 2003 Mutant X como Tyler Ryan
- 2000 Grosse Pointe como Deegan
- 1999 Undressed como Ian

### Cinema
- 2006 A Bug and a Bag of Weed como Marcel
- 2004 Skin Trade como Skip
- 2004 Irish Eyes como Sean
- 2003 The Yellow Truth como Oliver Pebble
- 2003 Carolina como Seth
- 1999 Witchouse como Brad